# Farid Fata
Farid T. Fata (em árabe: فريد فتح), nascido em 1965) é um libanês, ex-hematologista / oncologista e o idealizador confesso de uma das maiores fraudes do sistema de saúde da história Americana. Ele era o proprietário do Michigan Hematology-Oncology (MHO), uma das maiores clínicas de tratamento de câncer de Michigan. Ele foi preso, em 2013, sob a acusação de prescrição de quimioterapia para pacientes que estavam perfeitamente saudáveis, ou cuja condição não exige quimioterapia e, em seguida, enviar $34 milhões em cobranças fraudulentas para o Medicare e companhias de seguro de saúde privadas durante um período de pelo menos seis anos. Ele se declarou culpado em 2014, sob a acusação de fraude de cuidados de saúde, de conspirar para pagar e receber propinas e lavagem de dinheiro. Em 10 de julho de 2015, ele foi condenado a 45 anos de prisão federal.

## Primeiros anos e carreira
Fata nasceu no Líbano em 1965, em uma família católica melquita. Após obter sua graduação em medicina em 1992, ele imigrou aos Estados Unidos para começar a sua carreira médica. Ele fez sua residência médica no Maimonides Medical Center no Brooklyn de 1993 a 1996. De 1996 a 1999, foi um membro do Memorial Sloan Kettering Cancer Center como hematólogo-oncologista em Manhattan. Ele foi um assistente médico no Geisinger Medical Center em Danville, na Pensilvânia, de 2000 a 2003.